# 伯格斯堡
伯格斯堡（Burgersfort）是南非的城鎮，位於該國東北部，由林波波省負責管轄，距離奧里赫斯塔德26公里，面積23.67平方公里，2001年人口1,578，人口密度每平方公里67人。该地区盛产铂金和铂族金属。